# José de Calasanz Vives y Tutó
José de Calasanz Félix Santiago Vives y Tutó, OFMCap (San Andrés de Llavaneras, 15 de febrero de 1854 - Monte Porzio Catone, Roma, 7 de septiembre de 1913) nació en San Andrés de Llavaneras, Barcelona. Hijo de José Vives y Catalina Tutó. Estudió en las Escuelas Pías de Mataró. Profesó en los capuchinos en julio de 1870 y, tras la revolución liberal, tuvo que salir del país en 1872, y pasó varios años en Tolosa de Francia. Viajó a Guatemala, estudió en la Universidad de Santa Clara en California. Fue ordenado sacerdote en Tolosa de Francia el 26 de mayo de 1877. 
Fue rector del colegio seráfico de Perpiñán, 1877-1880, y posteriormente del de Igualada (Barcelona), 1880-1887. Secretario del procurador general de la Orden, fue a Roma, donde fue nombrado también consultor del tribunal del Santo Oficio, y de Propaganda Fide. Fue miembro de la comisión papal para el estudio de la validez canónica de las ordenaciones anglicanas, 1895-1896.
Fue creado cardenal en el consistorio de 19 de junio de 1899 por el papa León XIII. Participó en el cónclave de 1903 en el que se eligió a san Pío X. Vives se convirtió en confesor del nuevo papa, quien además le encomendó la redacción de la parte práctica de la encíclica Pascendi, promulgada en 1907 y que condenaba el modernismo teológico. Fue nombrado prefecto de la Sagrada Congregación de los Religiosos en octubre de 1908.
Falleció en Monte Porzio Catone de resultas de una operación de apendicitis. Está enterrado en la iglesia parroquial de su pueblo natal. Tiene un monumento erigido en su honor en San Andrés de Llavaneres.